# Изгубљени дечаци
Изгубљени дечаци (енгл. The Lost Boys) је амерички хорор филм из 1987. године, режисера Џоела Шумахера, са Коријем Хејмом, Џејсоном Патриком, Кифером Садерландом, Џејми Герц, Дајаном Вист и Коријем Фелдманом у главним улогама.
У центру радње филма су 2 брата, Сем и Мајкл Емерсон, који се након селидбе у нови град суочавају с групом вампира. Наслов филма узет је из прича Џејмса Метјуа Барија о Петру Пану и Недођији, пошто и вампири као и становници недођије никад не одрасту.
Филм је добио прегршт позитивних критика, поготово од публике, која га је на сајту Rotten Tomatoes оценила с високих 85%, а такође је успео и да учетворостручи свој буџет од 8,5 милиона долара. Постао је један од најпознатијих хорора о вампирима из 1980-их, уз Ноћ страве, која је изашла 2 године раније.
Између осталог, филм је познат и по томе што је започео сарадњу Два Корија (Хејма и Фелдмана), који су постали звезде 1980-их, пошто су заједно наступили у 12 филмова. Обојица су се већ појављивали у другим хорорима, Хејм у Сребрном метку, док је Фелдман тумачио лик највећег непријатеља Џејсона Ворхиса, Томија Џарвиса, у филмовима Петак тринаести 4: Последње поглавље и Петак тринаести 5: Нови почетак
Више од 20 година касније, 2008, филм је добио први наставак под насловом Изгубљени дечаци 2: Племе, а одмах 2 године након тога и други под насловом Изгубљени дечаци 3: Жеђ. У оба наставка су се враћали ликови из оригиналног филма.

## Радња
Сем и Мајкл Емерсон се селе са својом мајком, Луси, у Санта Карлу (Калифорнија), код Лусиног оца. Пративши девојку по имену Стар, Мајкл ступа у контакт с групом чудака, за које се касније испоставља да су вампири. Након што попије крв једног од њих, он постаје полувампир и само га једно убиство дели од тога да постане прави вампир. Сем покушава да помогне Мајклу, иако га се плаши, и убрзо схвата да је једини начин да Мајкл поново постане човек да се убије врховни вампир у њиховом граду. Због тога Сем унајмљује браћу Фрог, која су му се у продавници стрипова представили као убице вампира.
Они крећу да убије све вампире пре него што зађе сунце, али се ствари не одвијају по плану и они не стижу да их убију пре мрака. Коначни обрачун се дешава у кући Емерсонових. Сем убије једног луком и стрелом, другог убијају браћа Фрог коцем кроз срце, трећег пас Нанук гурнувши га у свету водицу и коначно Мајкл убија Дејвида за кога су веровали да је врховни вампир.
Међутим, испоставља се да су погрешили и врховни вампир је нови дечко њихове мајке, Макс, који је и далеко моћнији од свих претходних. Ситуацију спасава деда (Лусин отац) који упада у кућу камионетом и пробада Макса кроз срце великим коцем који је спремио.

## Улоге
| Глумац                   | Улога         |
| ------------------------ | ------------- |
| Кори Хејм                | Сем Емерсон   |
| Џејсон Патрик            | Мајкл Емерсон |
| Кифер Садерланд          | Дејвид Пауерс |
| Дајана Вист              | Луси Емерсон  |
| Кори Фелдман             | Едгар Фрог    |
| Џејмисон Неуландер       | Алан Фрог     |
| Џејми Герц               | Стар          |
| Едвард Херман            | Макс          |
| Бернард Хјуз             | деда          |
| Брук Макартер            | Пол           |
| Алекс Винтер             | Марко         |
| Били Вирт                | Двејн         |
| Чанс Мајкл Корбит        | Леди          |
| пас Коди                 | Нанук         |
| Александер Бејкон Чапман | Грег          |
| Нори Морган              | Шели          |
| Кели Џо Минтер           | Марија        |
| Тим Капело               | саксофониста  |